# Ihlen (Minnesota)
Pour les articles homonymes, voir Ihlen.
Ihlen est une ville américaine située dans le Comté de Pipestone, dans le Minnesota. Selon le recensement de 2010, sa population est de 63 habitants.